# Ministero degli affari femminili
Il Ministero degli affari femminili (in pashtu: د ښځو چارو وزارت) è stato il dicastero del governo afghano deputato alle condizioni ed ai diritti delle donne in Afghanistan.

## Storia
Sima Samar è stata la prima a coprire la carica di ministro dal 2001 al 2003. Successivamente viene nominata la ministra Habiba Sarābi che rimase in carica dal 2002 al 2004; prima è stata governatrice di una provincia dell'Afghanistan, Bamyan che governò dal 2005 al 2013. Nel 2004 viene nominata la successiva ministra Massouda Jalal che restò in carica fino al 2006. Husn Banu Ghazanfar è stata ministro dal 2006 al 2015. L'ultima a coprire la carica è stata Delbar Nazari che amministrò il ministero dal 2015 al 2021.

## Lista delle ministre
| Immagine | Nominativo          | Durata della carica |
| -------- | ------------------- | ------------------- |
|          | Sima Samar          | 2001 - 2003         |
|          | Habiba Sarābi       | 2002 - 2004         |
|          | Massouda Jalal      | 2004 - 2006         |
|          | Husn Banu Ghazanfar | 2006 - 2015         |
|          | Delbar Nazari       | 2015 - 2021         |